# Urocystis antarctica
Urocystis antarctica är en svampart som först beskrevs av Speg., och fick sitt nu gällande namn av Vánky 1998. Urocystis antarctica ingår i släktet Urocystis och familjen Urocystidaceae.   Inga underarter finns listade i Catalogue of Life.